# 京都国立近代美術館

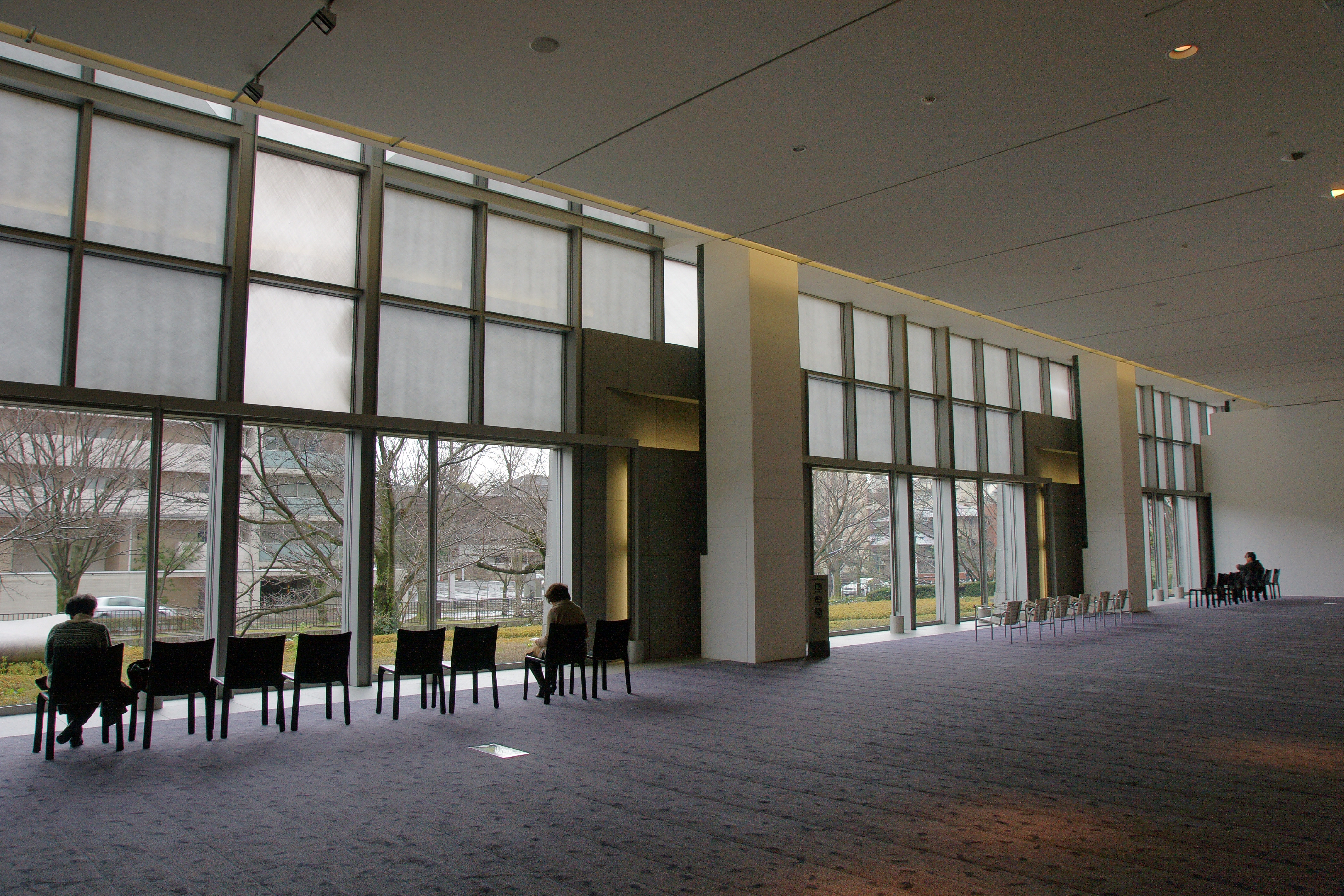
1F休憩所

京都国立近代美術館（きょうとこくりつきんだいびじゅつかん）は、京都市左京区岡崎の岡崎公園にある、独立行政法人国立美術館が運営する美術館である。

## 概要
日本の近代美術史全体に配慮しながら、京都を中心に関西・西日本の美術に比重を置き、京都画壇の日本画、洋画などを積極的に収集、展示し、河井寛次郎の陶芸、染織など工芸作品のコレクションも充実している。
現在の建物（新館）はプリツカー賞建築家の槇文彦による設計で1986年（昭和61年）に竣工した。隣接する平安神宮の大鳥居より低く設計された。
京都市内にある国公立の博物館・美術館4館 で構成する京都ミュージアムズ・フォーの事務局も設けられている。
公表されている収集・保管の方針は次の通り。
- 近/現代美術史の将来的検証に資する作品・資料を収集する。
- 絵画、彫刻、版画、素描類、工芸（陶芸・漆芸・金工・染織など）・デザイン、写真など、芸術の動向に係る作品・資料をジャンルの区別なく収集するだけでなく、複数のジャンルを横断する作品も積極的に収集対象とする。
- 日本の作品については、全国の動向に目配りしつつも、京都を基盤とし、近畿さらには西日本での芸術活動に重点を置き、所蔵作品の充実を図る。
- 国外の作品については、日本の芸術と世界の関係に鑑み、日本へ/からの影響関係が認められる作品の収集に重点を置く。特にダダイスムのような、芸術におけるパラダイムシフトに大きな役割を果たした動向の作品に注目する。

## 沿革
- 1962年（昭和37年） 国立近代美術館に分館を設置できる法律が施行[3]。京都市勧業館別館が改装され、国が譲受。
- 1963年（昭和38年） 国立近代美術館京都分館として開館。開館記念として「現代日本陶芸の展望ならびに現代絵画の動向」を開催。
- 1967年（昭和42年） 東京国立近代美術館より独立し、京都国立近代美術館となる。
- 1968年（昭和43年） 文化庁附属機関となる。マルセル盗難事件が発生。
- 1984年（昭和59年） 旧館を解体。工事期間中は対面の京都市美術館で展覧会を開催した。
- 1986年（昭和61年） 新館が竣工
- 2001年（平成13年） 東京国立美術館、国立西洋美術館、国立国際美術館と統合し、独立行政法人国立美術館が発足。

## 主な所蔵品
- 小出楢重『横たわる裸女(B)』
- 浅井忠『編みもの』
- 佐伯祐三『裏街の広告』
- 藤島武二『花籠』
- 村上華岳『夜桜之図』
- 上村松園『虹を見る』
- 横山大観『海辺巌』
- 岸田劉生『麗子弾絃図』
- 金山平三『下曽我の梅林』
- 藤田嗣治『タピストリーの裸婦』
- 梅原龍三郎『半裸体』『雲中天壇』
- 安井曾太郎『婦人像』
- 小磯良平『娘達』
- 富岡鉄斎『富士遠望・寒霞溪図』
- 堂本印象『訶梨帝母』
- 竹内栖鳳『若き家鴨』
- 橋本関雪『意馬心遠』
- 土田麦僊『大原女』
- 福田平八郎『花』
- 加山又造『黄山霖雨・黄山湧雲』
- 須田国太郎『鵜』
- 赤塚自得『竹林図蒔絵硯箱及文台』
- 菅井汲『時速280キロ』
- 土谷武『風　-C』
- パブロ・ピカソ『静物—パレット、燭台、ミノタウロスの頭部』
- ピエト・モンドリアン『コンポジション』
- 村山知義『サディスティッシュな空間』
- 水井康雄『石器 No.3』
- 並河靖之『桜蝶図平皿』2016年に清水三年坂美術館から10億8千万円で買い上げられた106点の明治工芸のうちの一つ[4][5]
- 安藤緑山『竹の子に梅』同上[4][5]

## 歴代館長
- 1963-69　今泉篤男（分館長・館長）
- 1969-86　河北倫明
- 1986-92　小倉忠夫
- 1992-98　富山秀男
- 1998-2005　内山武夫
- 2005　辻村哲夫
- 2005-09　岩城見一
- 2009-13　尾崎正明 (美術史家)
- 2013-21　柳原正樹（在任中に死去）
- 2021　青木早苗（代行）
- 2021　福永治（7月1日に就任）

## 周辺
- 岡崎公園
  - 京都府立図書館 - 北隣に立地
  - 京都市美術館 - 東隣に立地
  - 京都市勧業館（みやこめっせ） - 西隣に立地
  - 京都会館
  - 平安神宮
  - 京都市動物園
  - 琵琶湖疏水 - 南側を流れる